# کوه دژ
کوه دژ (به لاتین: Dejë Mountain) یک کوه در آلبانی است که در شهرستان دیبر واقع شده‌است.